# Gérard Ier d'Oldenbourg-Wildeshausen
Pour les articles homonymes, voir Gérard Ier.
Gérard Ier est un prélat allemand mort le 13 août 1219 à Francfort-sur-le-Main. Il est évêque d'Osnabrück de 1190 à 1216 et archevêque de Hambourg-Brême de 1210 à sa mort.

## Biographie
Gérard est l'un des fils d'Henri Ier, comte d'Oldenbourg-Wildeshausen de 1142 à 1167, et de sa femme Salomé de Gueldre. Après la mort de l'évêque Arnold d'Osnabrück (de), le 15 décembre 1190 ou 1191, il est élu par le chapitre de chanoines de la cathédrale d'Osnabrück pour lui succéder sur le siège épiscopal. Son frère Othon embrasse lui aussi une carrière ecclésiastique et devient évêque de Münster.
Dans la lutte pour le trône impérial qui oppose Philippe de Souabe et Othon de Brunswick à la fin des années 1190, Gérard se range dans le camp du premier, bien que le pape Innocent III soit l'allié du second. Il reste fidèle au Hohenstaufen jusqu'à son assassinat, en 1198.
Le 30 octobre 1210, Gérard est élu archevêque de Hambourg-Brême pour mettre un terme à la crise que connaît ce siège archiépiscopal, à la fois revendiqué par Valdemar Knutsen et par Burchard de Stumpenhusen (de). L'élection de Gérard est rendue possible par la rupture entre le pape et l'empereur Otton, qui soutient Valdemar. Si Burchard accepte de s'effacer au profit de Gérard, Valdemar maintient ses prétentions avec l'appui des bourgeois de Brême et des Stedinger (de). Il empêche ainsi Gérard d'occuper effectivement le siège de Brême jusqu'en 1216/1217, malgré les efforts de l'archevêque-élu. Ainsi, c'est en tant que simple évêque d'Osnabrück qu'il assiste au sacre de Frédéric II en 1215.
Gérard meurt en 1219. Pour lui succéder, le chapitre de Brême élit un autre Gérard, Gérard II de Lippe.